# Mathangwane
Mathangwane – wieś w Botswanie w dystrykcie Central. Według spisu ludności z 2011 roku wieś liczyła 5075 mieszkańców.